# Happy!
Happy! – amerykański serial (dramat kryminalny, fantasy) wyprodukowany przez Original Film, Sony Pictures Television oraz Universal Television, który jest adaptacją serii komiksów o tym samym tytule stworzonych przez Granta Morrisona i Daricka Robertsona, a wydanym przez Image Comics. Serial był emitowany od 6 grudnia 2017 roku do 29 maja 2019 roku przez SyFy. 
Na początku czerwca 2019 roku, stacja SyFy ogłosiła anulowanie serialu po dwóch sezonach. W Polsce oba sezony posiada w ofercie na wyłączność Netflix tzw. Netflix Original.

## Fabuła
Serial opowiada o Nicku Saxie, skorumpowanym policjancie. Pewnego dnia w jego życiu pojawia się latający jednorożec, Happy, który będzie mu towarzyszyć.

## Obsada

### Główna
- Christopher Meloni jako Nick Sax[4]
- Debi Mazar jako Isabella Scaramucci[5]
- Joseph Reitman[6]
- Lili Mirojnick jako Meredith McCarthy[7]
- Medina Senghore jako Amanda[8]
- Michael Maize jako Le Dic[5]
- Patrick Fischler jako Smoothie[9]
- Patton Oswalt jako  głos Happy[10]
- Ritchie Coster jako Mr. Blue[9]
- Zabryna Guevara jako Amanda[9]

## Odcinki
| Sezon | Odcinki | Oryginalna emisja w SyFy | Oryginalna emisja w SyFy |
| Sezon | Odcinki | Premiera sezonu          | Finał sezonu             |
| ----- | ------- | ------------------------ | ------------------------ |
| 1     | 8       | 6 grudnia 2017           | 31 stycznia 2018         |
| 2     | 10      | 27 marca 2019            | 29 maja 2019             |

### Sezon 1 (2017-2018)
| Nr | # | Tytuł                            | Reżyseria      | Scenariusz                    | Premiera w SyFy  |
| -- | - | -------------------------------- | -------------- | ----------------------------- | ---------------- |
| 1  | 1 | Saint Nick                       | Brian Taylor   | Grant Morrison & Brian Taylor | 6 grudnia 2017   |
| 2  | 2 | What Smiles Are For              | Brian Taylor   | Patrick Macmanus              | 13 grudnia 2017  |
| 3  | 3 | When Christmas Was Christmas     | Brian Taylor   | Brian Taylor                  | 20 grudnia 2017  |
| 4  | 4 | Year of the Horse                | Wayne Yip      | Noelle Valdivia               | 27 grudnia 2017  |
| 5  | 5 | White Sauce? Hot Sauce?          | Wayne Yip      | Peter Macmanus                | 10 stycznia 2018 |
| 6  | 6 | The Scrapyard of Childish Things | David Petrarca | Ken Kristensen                | 17 stycznia 2018 |
| 7  | 7 | Destroyer of Worlds              | Brian Taylor   | Matthew White                 | 24 stycznia 2018 |
| 8  | 8 | I Am the Future                  | Brian Taylor   | Brian Taylor, Grant Morrison  | 31 stycznia 2018 |

### Sezon 2 (2019)
| Nr | #  | Tytuł                              | Reżyseria          | Scenariusz                            | Premiera w SyFy  |
| -- | -- | ---------------------------------- | ------------------ | ------------------------------------- | ---------------- |
| 9  | 1  | The war on Easter                  | Brian Taylor       | Grant Morrsion, Brian Taylor          | 27 marca 2019    |
| 10 | 2  | Tallahassee                        | Christopher Meloni | Evan Reilly                           | 3 kwietnia 2019  |
| 11 | 3  | Some Girls Need a Lot Of Repenting | Brian Taylor       | Noelle Valdivia                       | 10 kwietnia 2019 |
| 12 | 4  | Blitzkrieg                         | Joseph Kahn        | Ken Kristensen                        | 17 kwietnia 2019 |
| 13 | 5  | 17 Hours and 13 Minutes            | Marianna Palka     | Ahamdu Garba                          | 24 kwietnia 2019 |
| 14 | 6  | Pervapalozza                       | Marianna Palka     | Patrick Macmanus,Ashley Michel Hoban  | 1 maja 2019      |
| 15 | 7  | Arlo and Marie                     | Wayne Yip          | Noelle Valdivia                       | 8 maja 2019      |
| 16 | 8  | A Friend of Death                  | Wayne Yip          | Brian Taylor                          | 15 maja 2019     |
| 17 | 9  | Five Chicken Fingers and a Gun     | Brian Taylor       | Patrick Macmanus, Ashley Michel Hoban | 22 maja 2019     |
| 18 | 10 | Resurrection                       | Brian Taylor       | Brian Taylor                          | 29 maja 2019     |

## Produkcja
16 września 2016 roku stacja SyFy zamówiła pilotowy odcinek serialu.
W listopadzie ogłoszono, że główną rolę zagra Christopher Meloni.
Pod koniec stycznia 2017 roku poinformowano, że Lili Mirojnick wcieli się w rolę Meredith McCarthy.
Na początku marca 2017 roku ogłoszono, że do obsady dołączyli: Patrick Fischler, Zabryna Guevara oraz Ritchie Coster.
12 maja 2017 roku stacja SyFy zamówiła pierwszy sezon serialu.
W sierpniu 2017 roku poinformowano, że do dramatu dołączyli: Medina Senghore, Patton Oswalt oraz Joseph Reitman.
Pod koniec września 2017 roku ogłoszono, że Debi Mazar i Michael Maize otrzymali rolę: jako Isabella Scaramucci i Le Dic.
Na początku czerwca 2019 SyFy ogłosiło, że anuluje produkcję i trzeci sezon nie powstanie.